# Stella Isaacs, Marchioness of Reading
Stella Charnaud Isaacs, Marchioness of Reading GBE DStJ (* 6. Januar 1894; † 22. Mai 1971) war eine britische Adelige und Politikerin.
Als Ehefrau von Rufus Isaacs, 1. Marquess of Reading, führte sie den Höflichkeitstitel Marchioness of Reading und 1958 wurde sie als Life Peeress mit dem Titel Baroness Swanborough selbst Mitglied des House of Lords.

## Leben

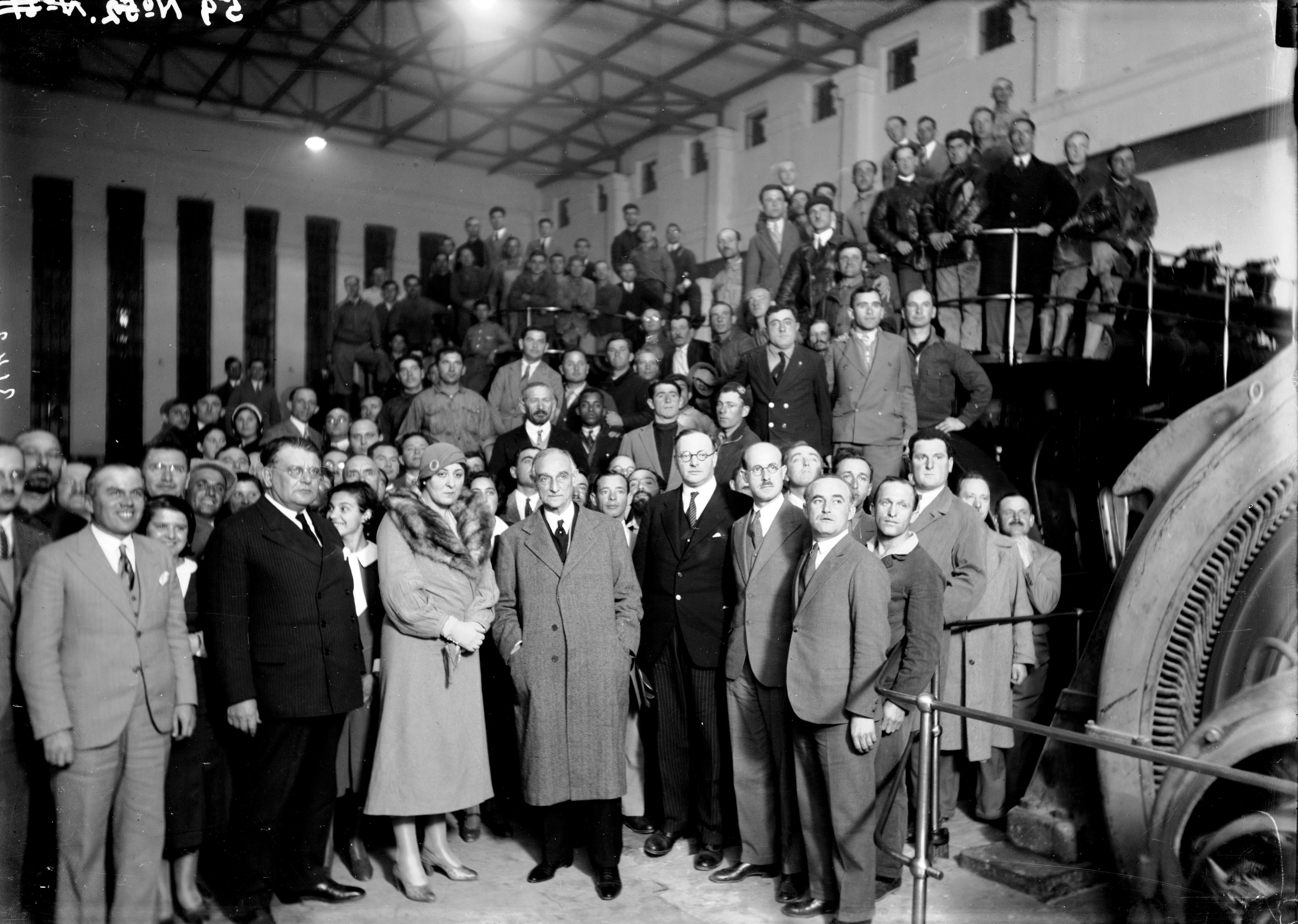
Stella Isaacs, Marchioness of Reading, mit ihrem Ehemann bei einem Besuch in Haifa (1935)

Sie wurde als Stella Charnaud geboren und war nach dem Schulbesuch Privatsekretärin von Alice Isaacs, Marchioness of Reading, der Ehefrau von Rufus Isaacs, 1. Marquess of Reading, der zwischen 1921 und 1925 als Vizekönig von Indien fungierte. Nach deren Tod 1930 heiratete sie am 6. August 1931 selbst den Marquess of Reading, der kurz nach der Eheschließung vom 25. August bis 5. November 1931 Außenminister und zuletzt Lord Warden of the Cinque Ports war.
Nach dem Tod ihres Ehemannes am 30. Dezember 1935 engagierte sich Stella Isaacs in gesellschaftlichen Organisationen und gründete 1938 Women’s Voluntarily Service, ein Hilfsverein zur Unterstützung von Bedürftigen in Großbritannien und war in der Folgezeit dessen Vorsitzende. Für ihre Verdienste wurde sie 1941 zunächst Dame Commander des Order of the British Empire sowie 1944 mit dem Großkreuz dieses Ordens ausgezeichnet. Darüber hinaus war sie zwischen 1946 und 1951 Mitglied des Gouverneursrates der British Broadcasting Corporation (BBC) und wurde 1952 zunächst Großoffizierin des Orden von Oranien-Nassau sowie 1957 Dame of Grace des Order of Saint John.
Zuletzt wurde sie durch ein Letters Patent vom 22. September 1958 als Life Peeress gemäß dem Life Peerages Act 1958 mit dem Titel Baroness Swanborough, of Swanborough in the County of Sussex, Mitglied des House of Lords, dem sie bis zu ihrem Tod angehörte. Stella Isaacs gehörte zu den ersten Personen, die auf der Grundlage des Life Peerages Act 1958 in den Adelsstand erhoben wurden.